# Erdfall

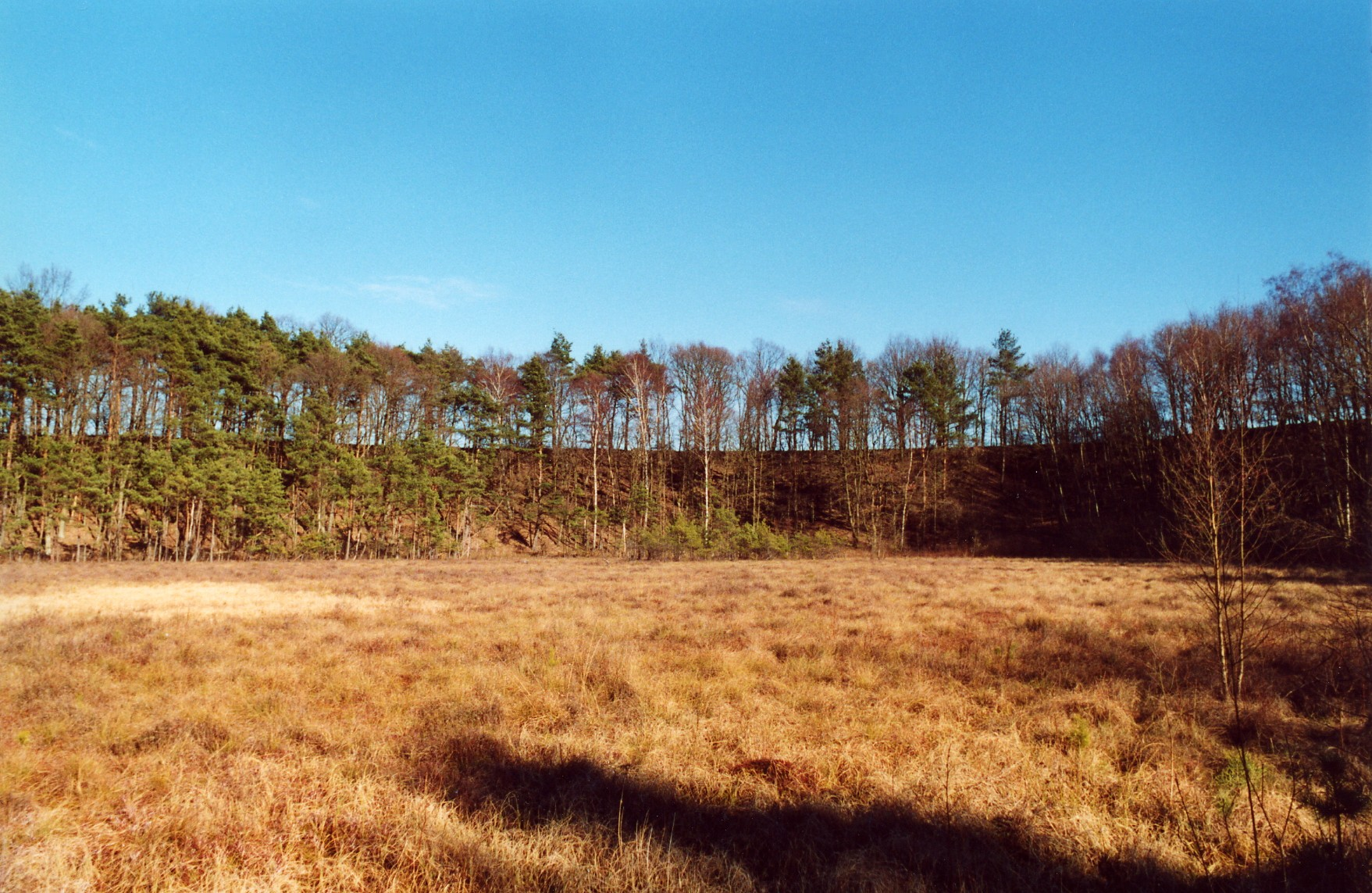
Erdfall Maujahn, im Hintergrund die obere Kante des Erdfalltrichters

Ein Erdfall (englisch: sinkhole) ist eine Senke an der Erdoberfläche, die durch das Einbrechen bzw. Nachbrechen nicht wasserlöslicher Deckschichten über einem natürlichen Hohlraum im Untergrund entsteht. Ursächlich für die Höhlenentstehung ist Subrosion, die Auflösung relativ leicht löslicher Gesteine (Steinsalz, Gips, Kalkstein) im Untergrund. Es handelt sich somit um eine Karsterscheinung.

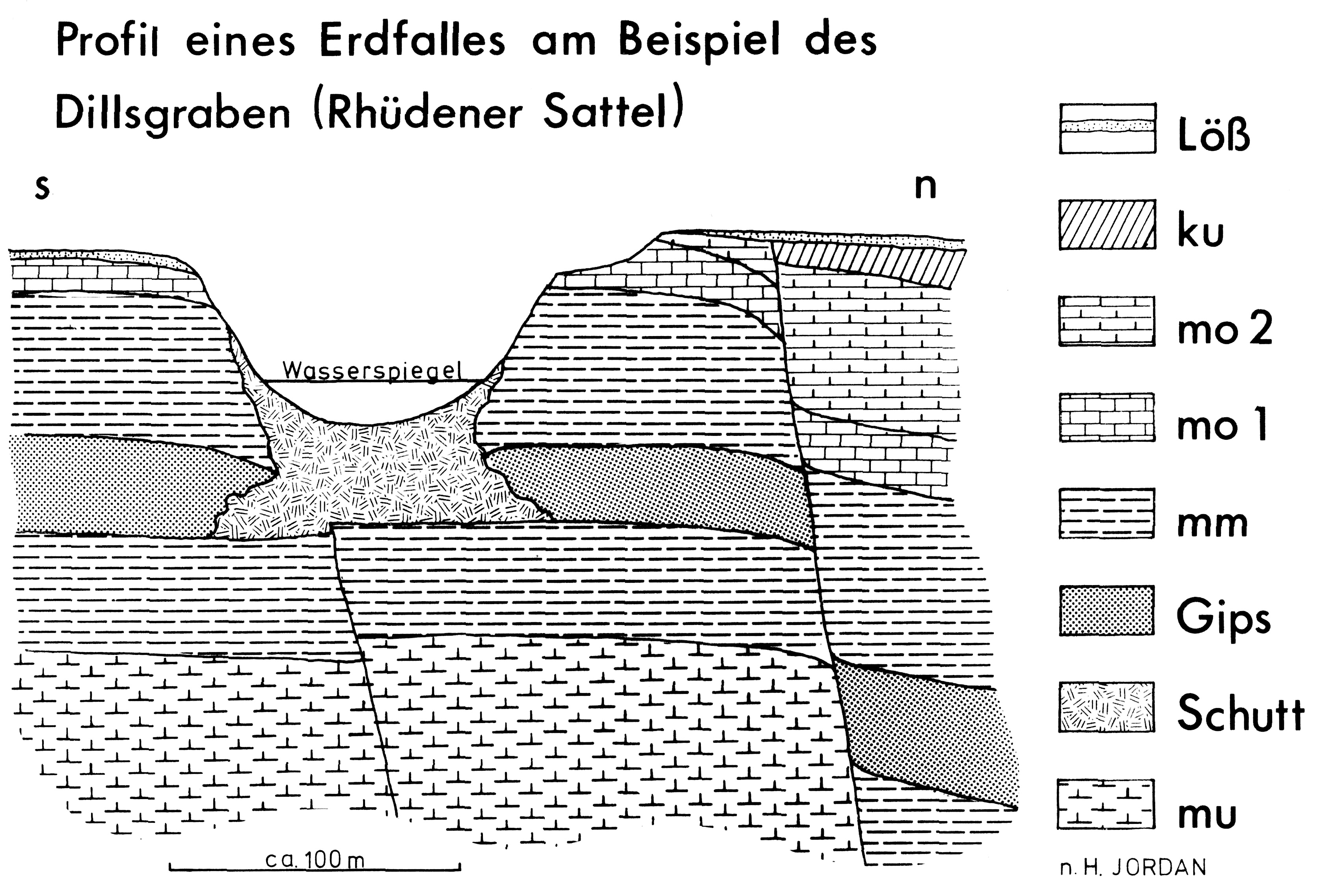
Erdfall Dillsgraben

Die durch einen Erdfall entstehende Erdsenkung wird im geotechnischen Sprachgebrauch als Erdfalltrichter oder -absturz bezeichnet, geomorphologisch auch als Erdfalldoline. Letztere muss abgegrenzt werden von der Lösungsdoline, die typisch für Kalksteinkarst ist und durch Lösungsprozesse an der Oberfläche entsteht. Ferner müssen Erdfälle unterschieden werden von Tagbrüchen oder Pingen, bei denen der einbrechende Hohlraum nicht natürlich entstanden ist, sondern durch Bergbau verursacht wurde.

## Verbreitung

### Deutschland

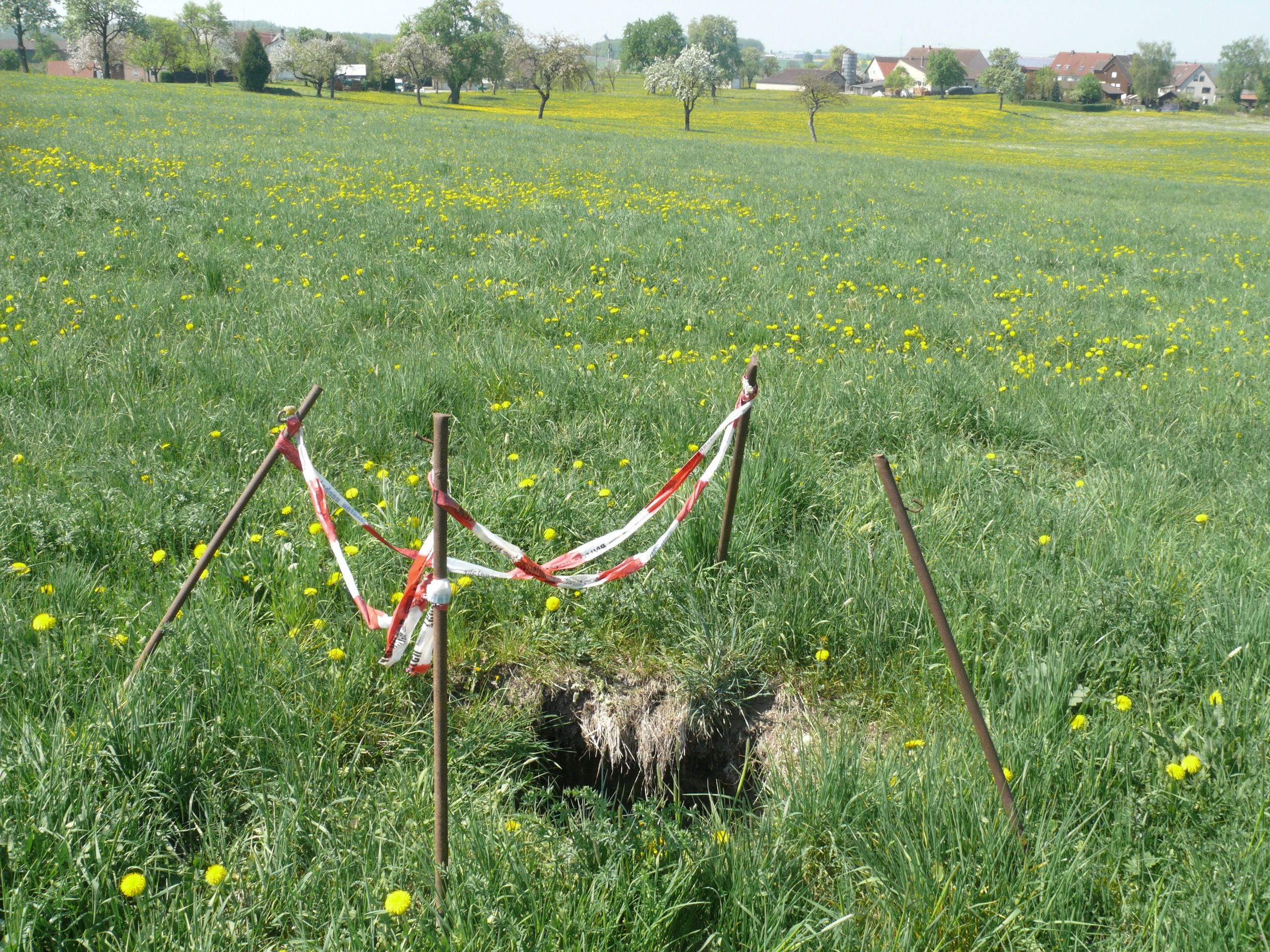
Kleiner, nur wenige Meter tiefer Erdfall bei Saurach, entstanden durch Auflösung von Gips im Untergrund

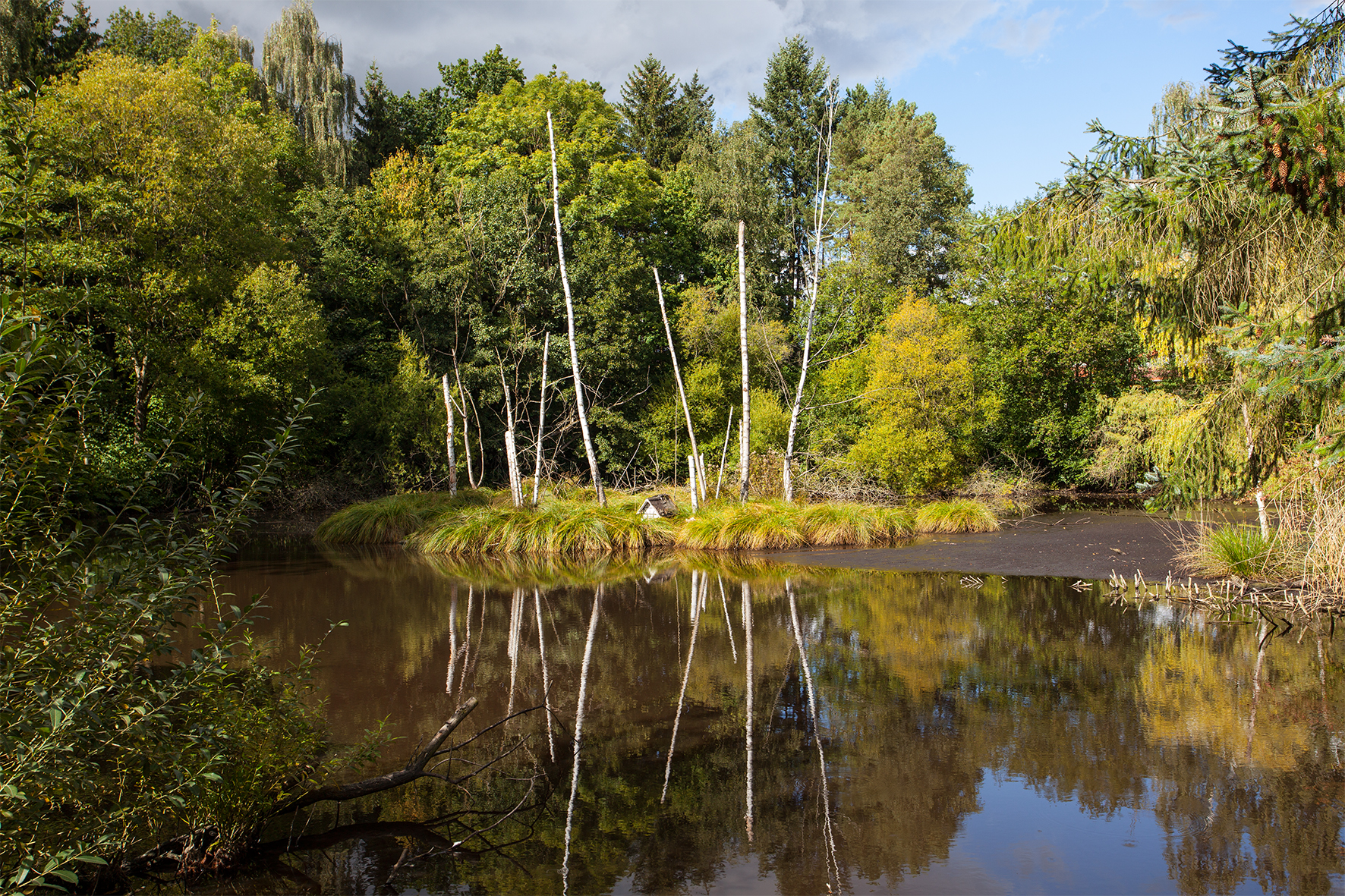
Erdfall mit Moorausbildung in Vlotho-Valdorf

Erdfälle sind unter anderem im Zechsteingebiet am Südrand des Harzes häufig anzutreffen. In Norddeutschland entstanden Erdfalltrichter über Salzstöcken, die zuvor durch Grundwasserablaugung (Subrosion) ausgehöhlt worden waren und einstürzten. Oft entwickelten sich darin Seen oder Moore. Beispiele sind:
- Großes Heiliges Meer und Erdfallsee bei Hopsten
- Arendsee bei Salzwedel
- Maujahn bei Dannenberg
- Bullenkuhle bei Uelzen
- Wiedensee und Juessee bei Herzberg am Harz
- Rudower See (über dem Salzstock Gorleben-Rambow)
- Sager Meer im Landkreis Oldenburg
- Seeburger See im Eichsfeld
- Bernshäuser Kutte in Südthüringen
- Burgsee in Bad Salzungen in Südthüringen
- Zwischenahner Meer
- Landkreis Nordhausen: Erdfallseen bei Liebenrode (Lage: 51° 32′ 15,0″ N, 010° 38′ 40,0″ O), zahlreiche Erdfälle in Krimderode, Rüdigsdorf, Salza und am Salzagraben
- Probst Jesarer See bei Lübtheen
- Darnsee bei Bramsche im Landkreis Osnabrück

Ein natürlicher Erdfall in Brandenburg befindet sich südöstlich des Naturschutzgebietes Sperenberger Gipsbrüche.
Das Träbeser Loch bei Träbes und Stepfershausen, Stadt Meiningen im Landkreis Schmalkalden-Meiningen (Lage: 50° 34′ 55,4″ N, 010° 17′ 38,2″ O) ist ca. 27 m tief und 80 m breit und existiert mindestens seit dem Jahr 1700.
Im Gebiet der Valdorfer Mulde bei Vlotho liegende Erdfälle mit Moorausbildung waren im 19. Jahrhundert Anlass zur Gründung von Kur- und Badeeinrichtungen in dieser Region. Noch im Jahre 1970 gab es in dieser Gegend einen bedeutenden Erdfall.

#### Jüngere Erdfälle in Deutschland

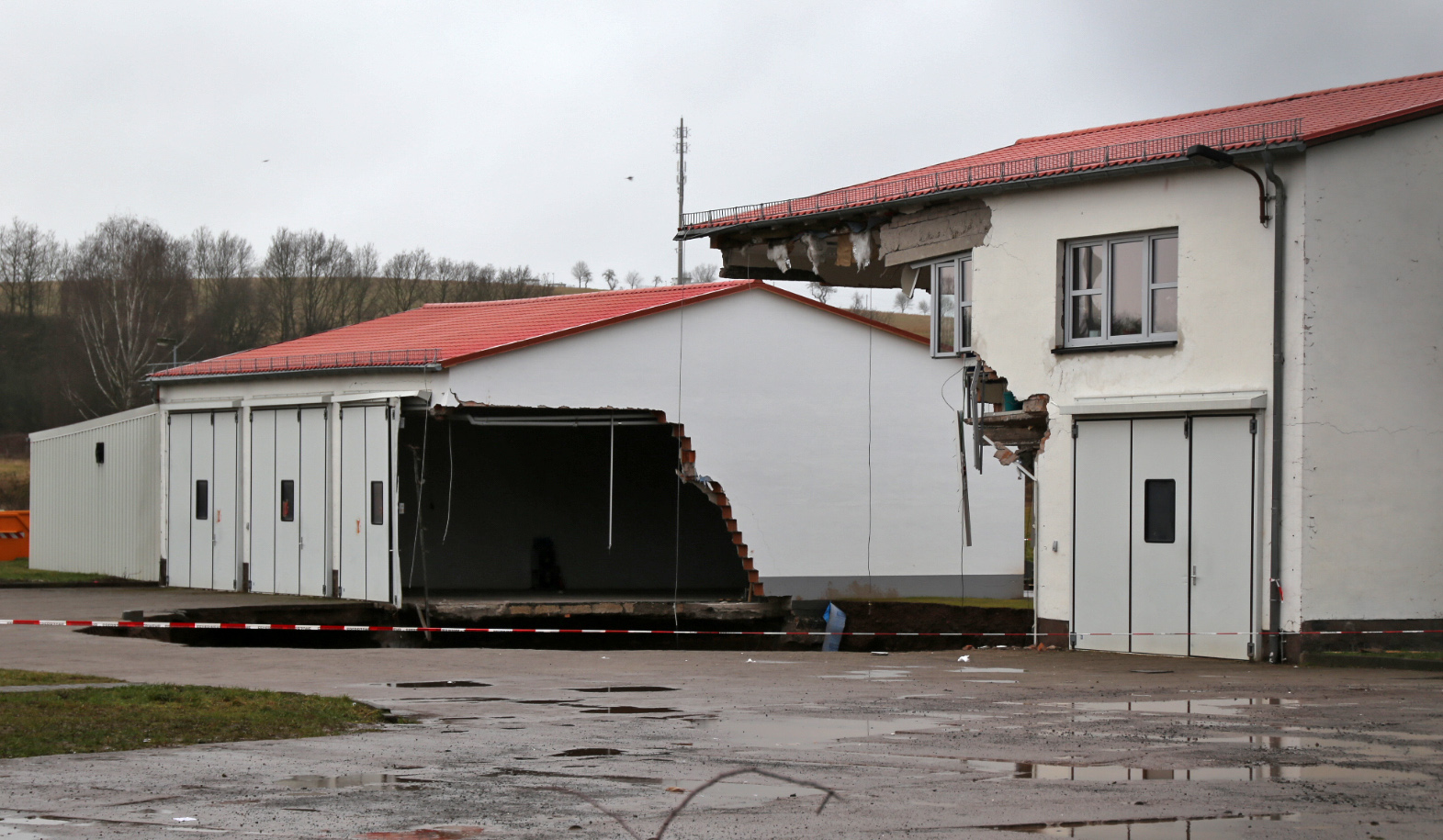
Durch Erdfall zerstörte Gebäude in Nordhausen

An der Bahnstrecke zwischen Oberrohn und Bad Salzungen gibt es einen dauerhaft wachsenden Erdfall, der eine betriebliche Langsamfahrstelle von 10 km/h auf mehreren hundert Metern Streckenlänge bedingt. Die Bahnstrecke sowie die angrenzende Kreisstraße müssen in regelmäßigen Abständen erneuert werden. Eine Verlegung der Bahnstrecke ist seit Jahren in der Diskussion.
Im Juni 2010 ereignete sich ein Erdfall im schleswig-holsteinischen Quickborn (Kreis Pinneberg). Als Ursache wird ein um Hamburg liegender Salzstock vermutet.
Am 1. November 2010 kam es in einem Wohngebiet im thüringischen Schmalkalden zu einem 20 m tiefen Erdfall, bei dem etwa 20.000 m³ Erdreich in die Tiefe rutschten. Die Anwohner wurden durch ein Geräusch aufgeschreckt. Die Straße wurde durch das Loch unterbrochen, Erdkabel hingen durch, sicherheitshalber wurden Gas-, Wasser- und Stromversorgung abgesperrt. Neun Häuser (25 Bewohner) wurden geräumt.
Am 19. Februar 2016 trat in Nordhausen am Harz auf dem ehemaligen Katastrophenschutz-Gelände (Lage: 51° 30′ 30,1″ N, 010° 46′ 07,8″ O) ein 400 m² großer und etwa 40 m tiefer Erdfall ein. Das Gelände war kurz zuvor für den neuen Nutzer, die Servicegesellschaft des Landkreises für den Straßenbetriebsdienst, freigegeben worden. Feuerwehrleute, die in unmittelbarer Nähe übten, wurden über Geräusche auf den Rutschvorgang aufmerksam. Personen kamen nicht zu Schaden. Nachdem eine Sperrzone eingerichtet worden war, stürzte kurz nach 19 Uhr die Ecke eines zweistöckigen Gebäudes in den Erdfall. Bereits im März 2010 hatte es auf dem Gelände einen kleineren Erdfall gegeben, doch es waren weder Wasser noch Hohlräume gefunden worden.
In der Nacht zum 10. Juni 2022 kam es in Seesen zwischen dem Amtsgericht Seesen und dem Schützenplatz zu einem Erdfall. Die gebildete Senke hatte eine Ausdehnung von 35 m in der Länge, 26 m in der Breite und 5 m in der Tiefe. Die Ursache war wie in zurückliegenden Fällen, dass bei natürlich vorkommendem Gips im Untergrund eine Subrosion durch Wasser stattgefunden hatte.
Am 4. Juli 2022 ereignete sich ein Erdfall in Bad Sulza, bei dem ein Mann beim Rasenmähen seines Grundstücks in ein sechs Meter tiefes Loch stürzte und starb.

### Jüngere Erdfälle in Österreich
- In Großgmain, Sbg., entstand beim Grögnergut der Grögnerweiher mit 8 m Wassertiefe, überwiegend in Bayerisch Gmain, Bayern, D liegend. Auf 500 m Länge senkt sich eine Wiese jährlich 1–2 Zentimeter ab. Ein Haus brach und wurde vor 2009 abgerissen. Geschätzt 1000 t Gips werden hier jährlich vom Grundwasserstrom aufgelöst. Betroffen sind die benachbarten Gemeinden Abtenau, Großgmain, Hallein, Kuchl.[19]
- Am 29. August 2009 versank an der Wiener Ringstraße auf einem Grünstreifen neben dem Schottenring in Höhe der Gonzagagasse ein ca. 6 m hoher Baum in einem ca. 5 m tiefen und eineinhalb Meter breiten Erdloch.[20][21] Die Entstehung des Loches wurde auf die Bauarbeiten bei der Entstehung der Ringstraße um 1857 zurückgeführt. Dabei könnten nicht ausreichend zugeschüttete Gräben, alte nicht in den Plänen verzeichnete Kanäle (wie der alte Alsbachkanal, der auch die U-Bahn-Bauarbeiten verzögerte[22]) oder Auffüllungen mit Bäumen oder Pflanzen (deren langsames Verrotten Hohlräume entstehen lassen kann) im Untergrund verblieben sein.[23]
- In Neuhofen im Innkreis wurde 2012 ein 6 m tiefes Loch mit 0,5 m Durchmesser auf einem Feld entdeckt. Es wurde als Erdfall über einer schlecht verfüllten Schneckenbohrung gedeutet.[24]
- In Krems an der Donau, NÖ, Ortsteil Brunnkirchen bildete sich 2019 in einem Weingarten ein 13 m tiefes Loch mit oben etwa 3 m Durchmesser über einem aufgelassenen Braunkohlebergbau aus dem 18. und 19. Jahrhundert, der nur unvollständig dokumentiert ist.[25]

Die Geologische Bundesanstalt erstellte 2020 die Datei INSPIRE – Gravitative Massenbewegungen.